# Підвисоке (Тернопільський район)
Підвисо́ке — село в Україні, у Нараївській сільській громаді Тернопільського району Тернопільської області. До 5 квітня 2019 року адміністративний центр колишньої Підвисоцької сільської ради, якій були підпорядковані села Гутисько та Демня. Населення — 284 особи (2007). Дворів — 107.

## Географія
Село Підвисоке розташоване по обидва береги річки Нараївки, серед пагорбів Рогатинського Опілля. Через село проходять автошлях міжнародного значення E50 (відтинок Рогатин — Бережани) та неелектрифікована залізнична лінія Ходорів — Тернопіль, на якій знаходиться станція Підвисоке.
У селі є такі вулиці: Заводська, Зелена та Тараса Шевченка.
На схід від села розташована Опільська печера, а також діє Підвисоцьке родовище вапняку.

### Клімат
Для села характерний помірно континентальний клімат. Підвисоке розташоване у «холодному Поділлі» — найхолоднішому регіоні Тернопільської області.
| Клімат Підвисокого        | Клімат Підвисокого | Клімат Підвисокого | Клімат Підвисокого | Клімат Підвисокого | Клімат Підвисокого | Клімат Підвисокого | Клімат Підвисокого | Клімат Підвисокого | Клімат Підвисокого | Клімат Підвисокого | Клімат Підвисокого | Клімат Підвисокого | Клімат Підвисокого |
| Показник                  | Січ.               | Лют.               | Бер.               | Квіт.              | Трав.              | Черв.              | Лип.               | Серп.              | Вер.               | Жовт.              | Лист.              | Груд.              | Рік                |
| Середній максимум, °C     | −1,1               | 0,2                | 5,3                | 13,3               | 19,2               | 22,4               | 23,7               | 23,1               | 18,8               | 13,0               | 5,8                | 0,9                | 12                 |
| Середня температура, °C   | −4,1               | −2,6               | 1,7                | 8,5                | 13,8               | 17,1               | 18,4               | 17,7               | 13,7               | 8,5                | 2,9                | −1,6               | 7                  |
| Середній мінімум, °C      | −7                 | −5,4               | −1,9               | 3,7                | 8,5                | 11,8               | 13,1               | 12,3               | 8,7                | 4,0                | 0,0                | −4                 | 3                  |
| Норма опадів, мм          | 32                 | 31                 | 34                 | 50                 | 78                 | 91                 | 95                 | 72                 | 56                 | 39                 | 38                 | 41                 | 657                |
| ------------------------- | ------------------ | ------------------ | ------------------ | ------------------ | ------------------ | ------------------ | ------------------ | ------------------ | ------------------ | ------------------ | ------------------ | ------------------ | ------------------ |
| Джерело: climate-data.org |                    |                    |                    |                    |                    |                    |                    |                    |                    |                    |                    |                    |                    |

## Історія
Поблизу Підвисокого виявлено археологічні пам'ятки доби ранньої бронзи.
Село згадується 30 січня 1447 року в книгах галицького суду.
19 жовтня 1524 року Мартин та його двоюрідний брат Федько (г. Остоя), повернувшись з турецької неволі, отримали підтвердження на володіння дідичним поселенням Підвисоким.

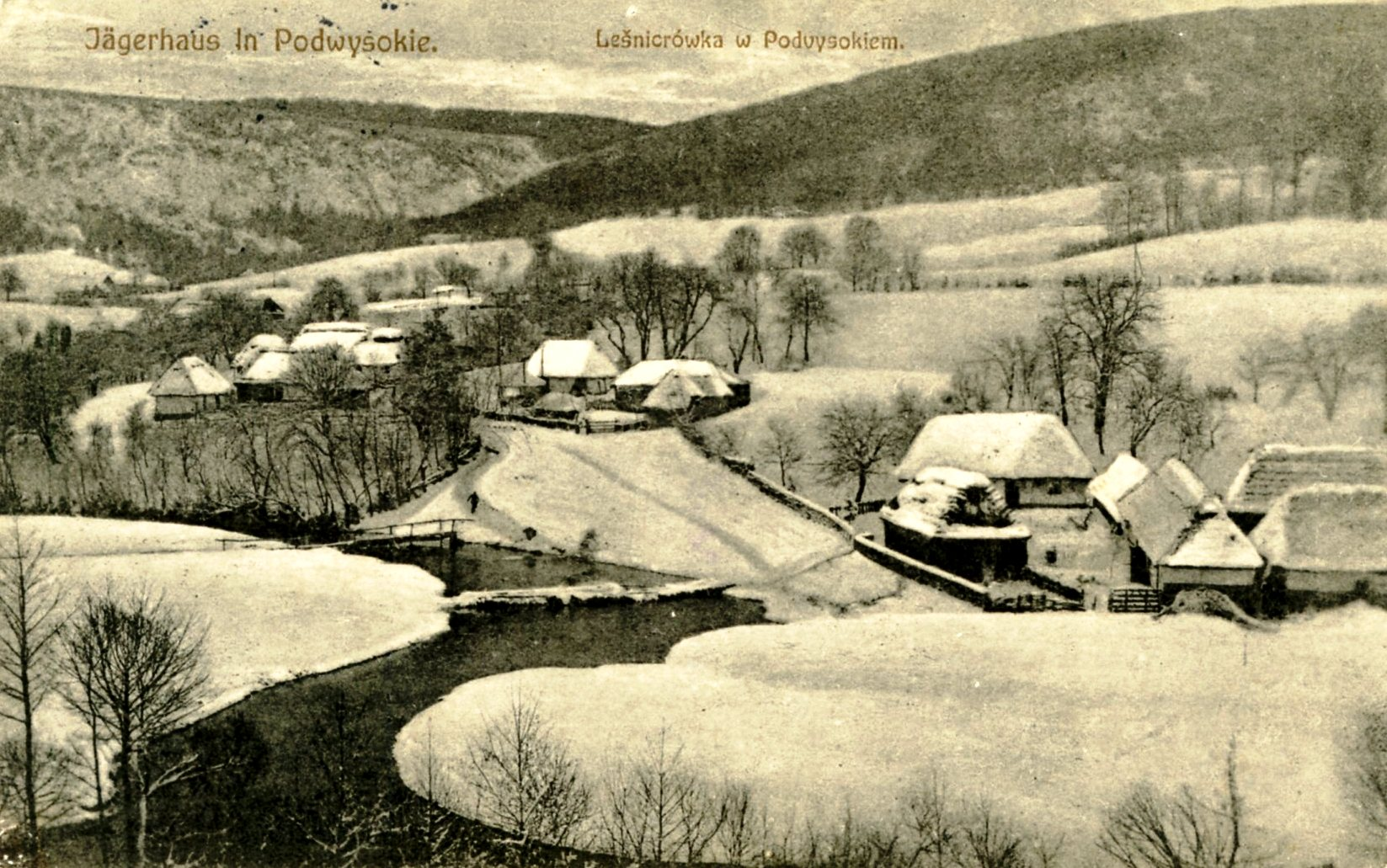
Підвисоке на старій листівці

У 1548 році поселенням володів Яків Висоцький, а у 1578 році володіли Іван — син Михайла та Іван — син Васьки Підвисоцьких.
У 1595 році король Сигізмунд дав дозвіл Яну Висоцькому закласти містечко Підвисоке на основі магдебурзького права.
31 грудня 1626 року права містечка знову були підтверджені королем.  
У 1626 році внаслідок нападу татар містечко було зруйноване на 80 %. Зрештою, внаслідок частих нападів татар занепало і наприкінці XVII століття. Підвисоцьке знову стає селом. У 1690 році Ян Станіслав Яблоновський продає це село, разом з іншими своїми володіннями, Каролю Дольському. У 1830-х роках ця місцевість належала графу Ігнатію Франтішеку Калиновському, у 1850—1860-х роках — Гортензії Якубович, у якої придбав це село Франтішек Волфарт (пол. Franciszek Wolfarth), що відкрив нафтові родовища в Слободі Рунгурській. Його нащадкам Підвисоке належало до 1930-х років.
В селі є кам'яний костел Імені Пресвятої Богородиці, збудований у 1928—1930 роках в стилі ар-деко та освячений 24 вересня 1936 року> З 1989 року його перетворено на греко-католицьку церкву святого Михайла.
Уряд Австро-Угорщини щедро фінансував спорудження залізниці Галич — Підвисоке — Березовиця-Острів, який мав на меті сполучити залізницею Станіславів та Тернопіль. Відкриття залізничної лінії відбулося 1 квітня 1897 року, 29 листопада 1897 року розпочався рух лінією Ходорів — Підвисоке.
Під час Першої світової війни у серпні 1916 року на залізничну станцію прибували турецькі підрозділи, які вирушили на Східний фронт. На околицях села є турецький військовий цвинтар.
12 червня 2020 року, відповідно до розпорядження Кабінету Міністрів України № 724-р «Про визначення адміністративних центрів та затвердження територій територіальних громад Тернопільської області» увійшло до складу Нараївської сільської громади.
19 липня 2020 року, в результаті адміністративно-територіальної реформи та ліквідації Бережанського району, село увійшло до складу Тернопільського району.

## Населення
За даними перепису населення 2001 року мовний склад населення села був таким:
| Мова       | Число осіб | Відсоток |
| ---------- | ---------- | -------- |
| українська |            | 99,05    |
| російська  |            | 0,95     |

## Пам'ятки

Церква, перебудована з костьолу

- Церква святого архістратига Михаїла (перебудована 1990 року з костелу).
- Братська могила Борцям за волю України (1993).
- Скульптура Іоана Хрестителя.

Щойновиявлена пам'ятка монументального мистецтва (розташована біля дороги при в'їзді у село). Робота самодіяльних майстрів, виготовлена із каменю (XIX століття). Постамент — 1,6×0,6×0,6 м, скульптура — 1,6 м, 0,0002 га.

## Підприємство
- Завод будівельних матеріалів.

## Соціальна сфера
- Середня загальноосвітня школа І—II ступенів;
- Клуб;
- Бібліотека;
- Амбулаторія;
- Відділення поштового зв'язку;
- Крамниці.

## Видатна особа
- Іван Бережанський — український священик, друкар, освітній діяч.

## Світлини

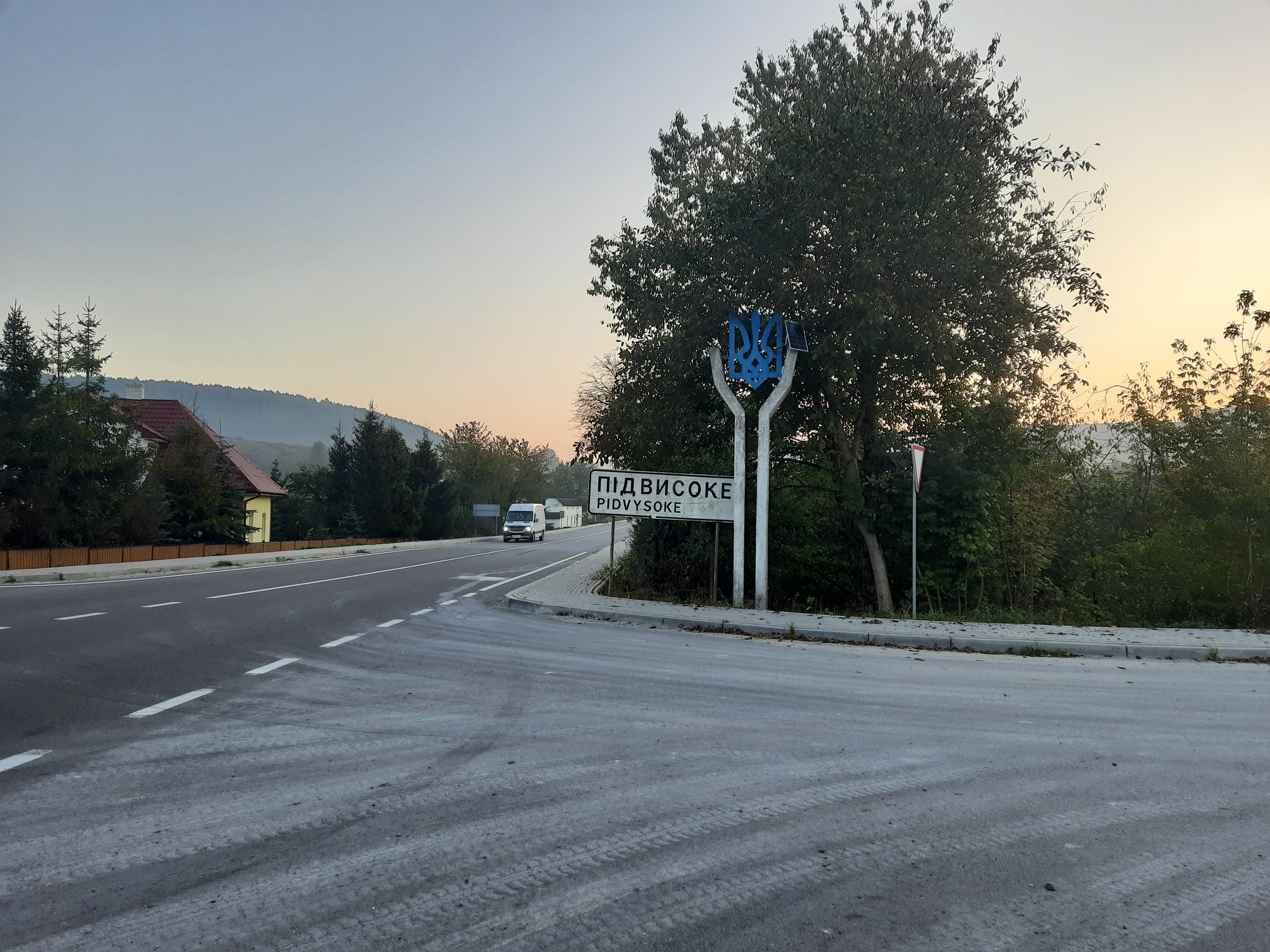
Дорожній знак при в'їзді в село
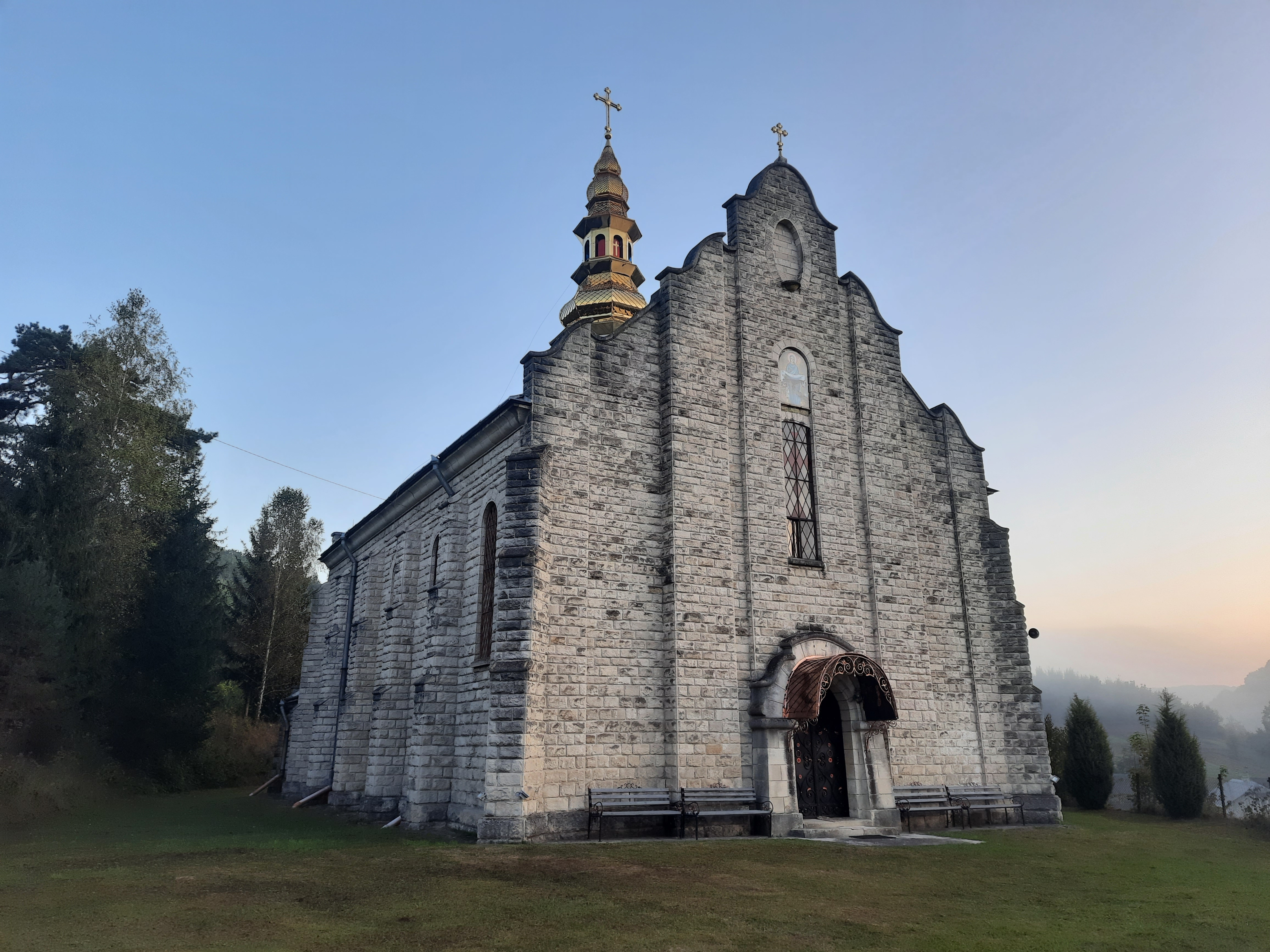
Церква Святого Архістратига Михаїла
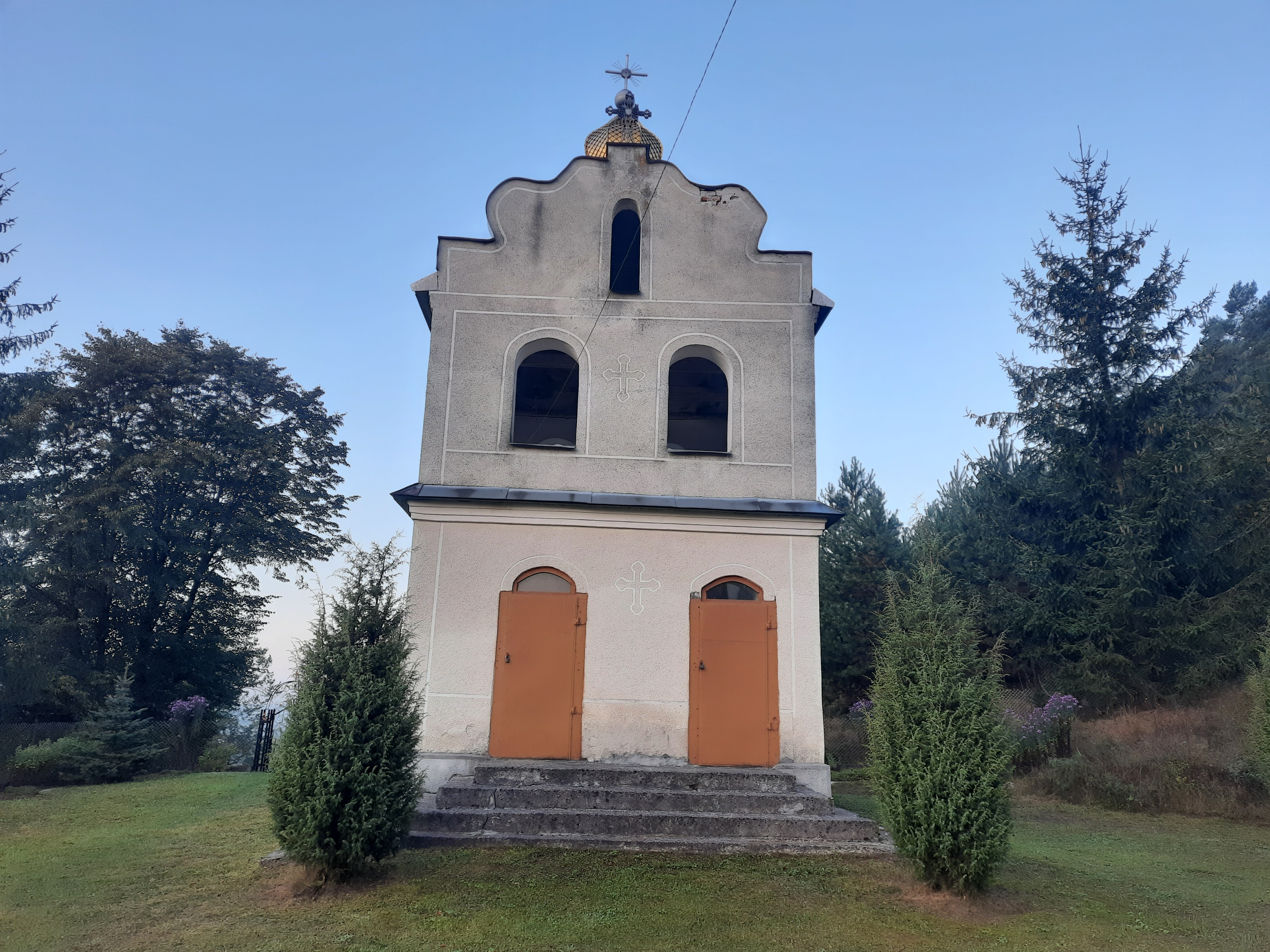
Церква Святого Архістратига Михаїла
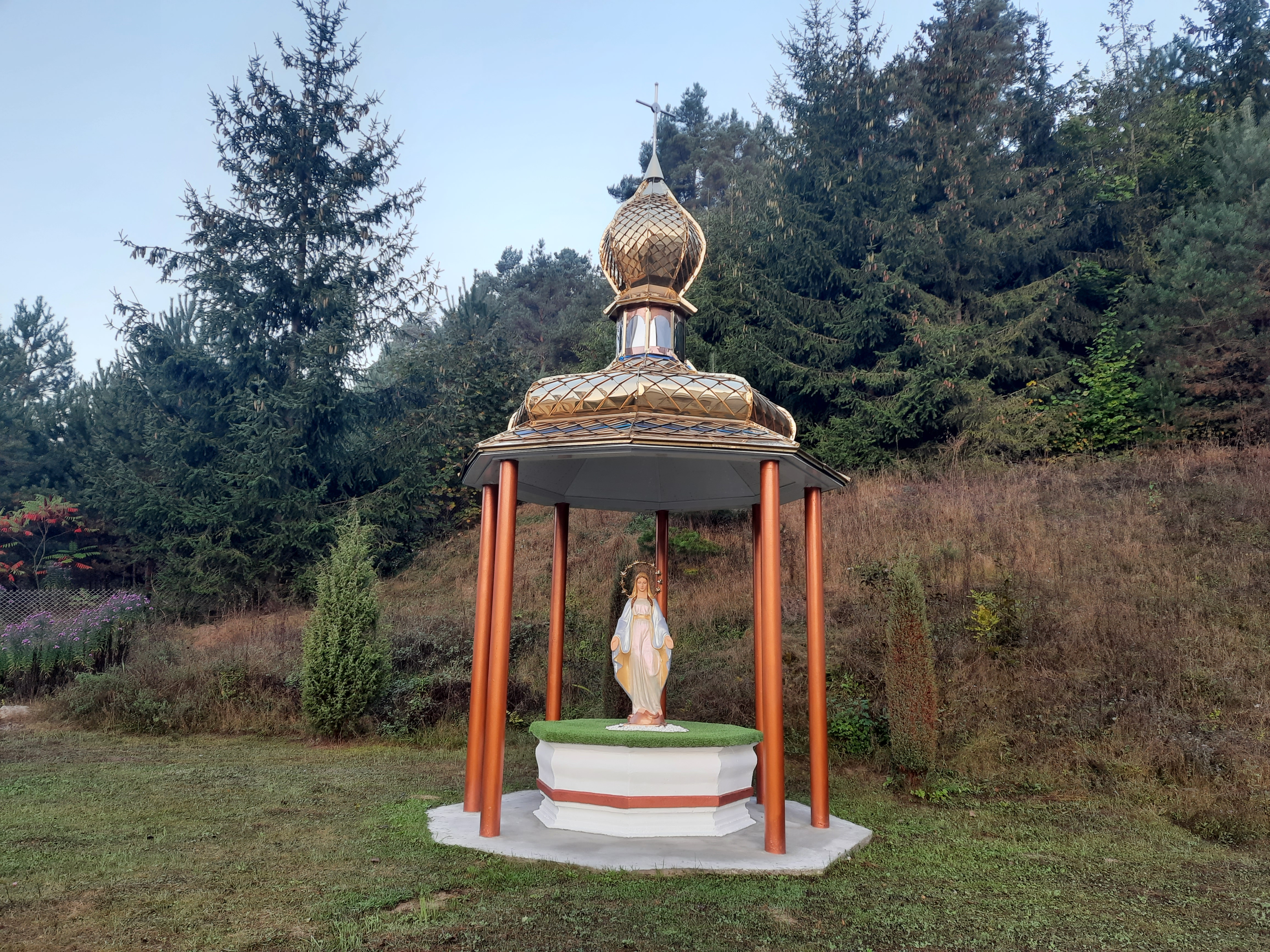
Статуя Божої Матері
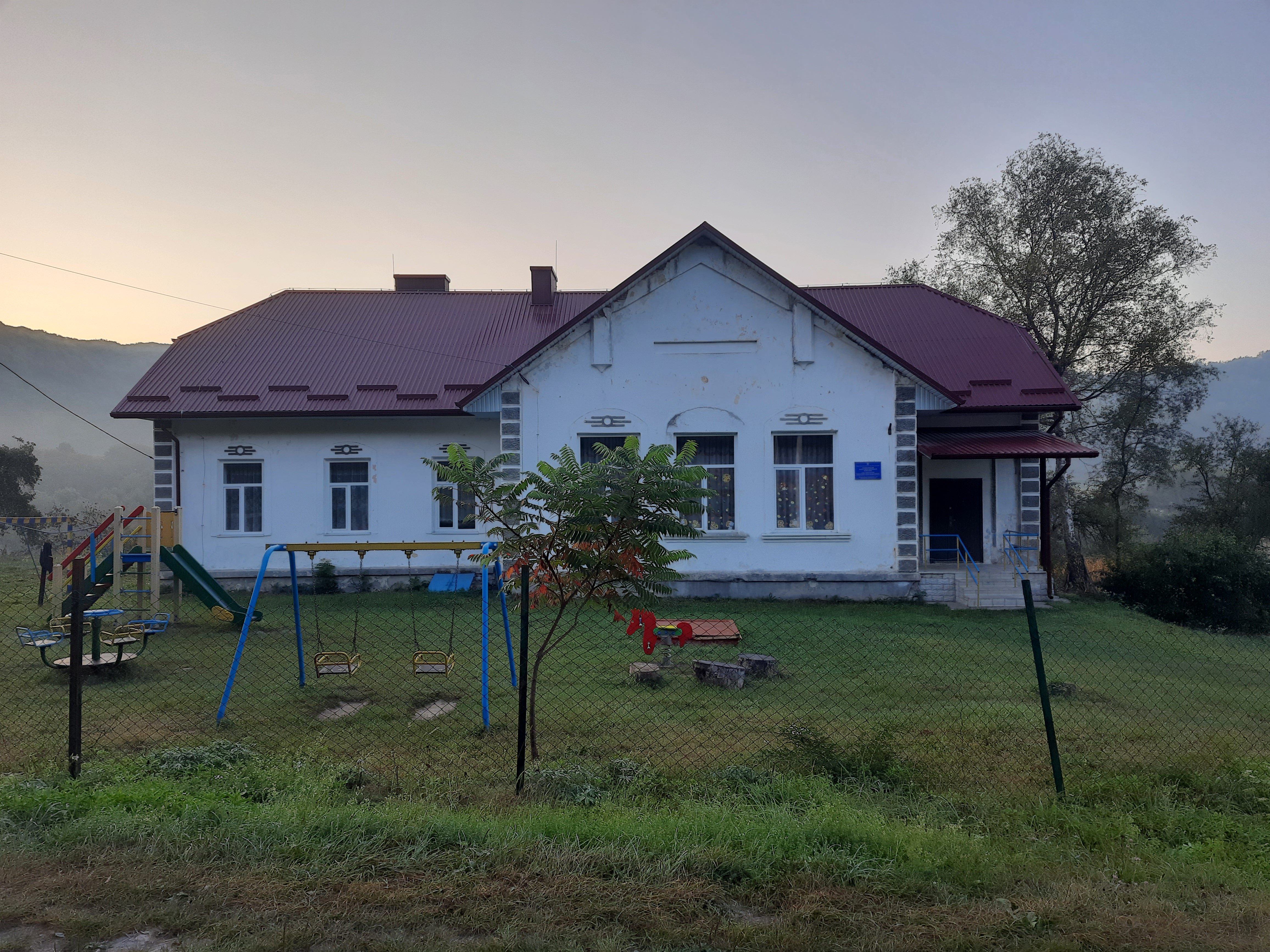
Школа
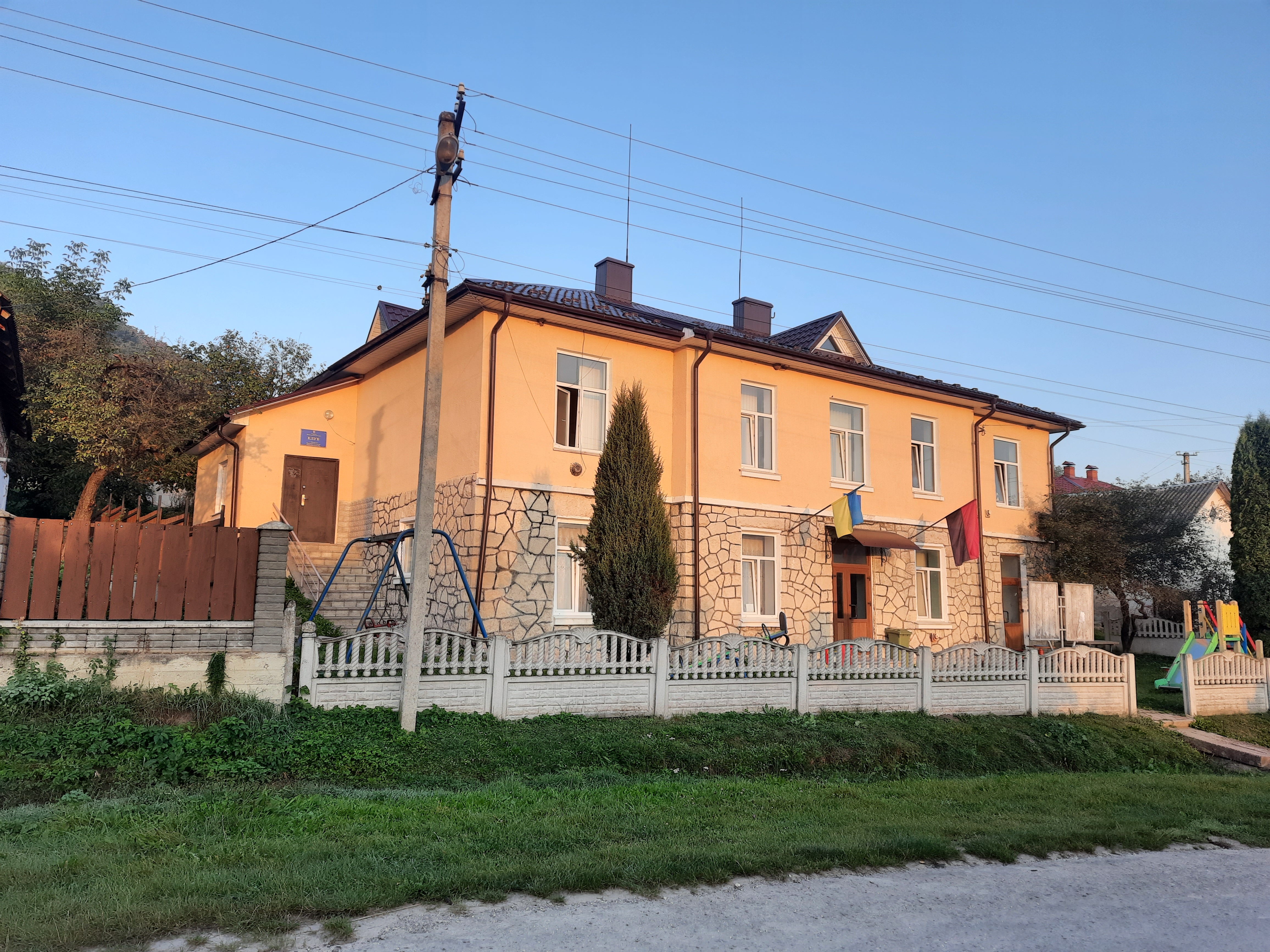
Клуб
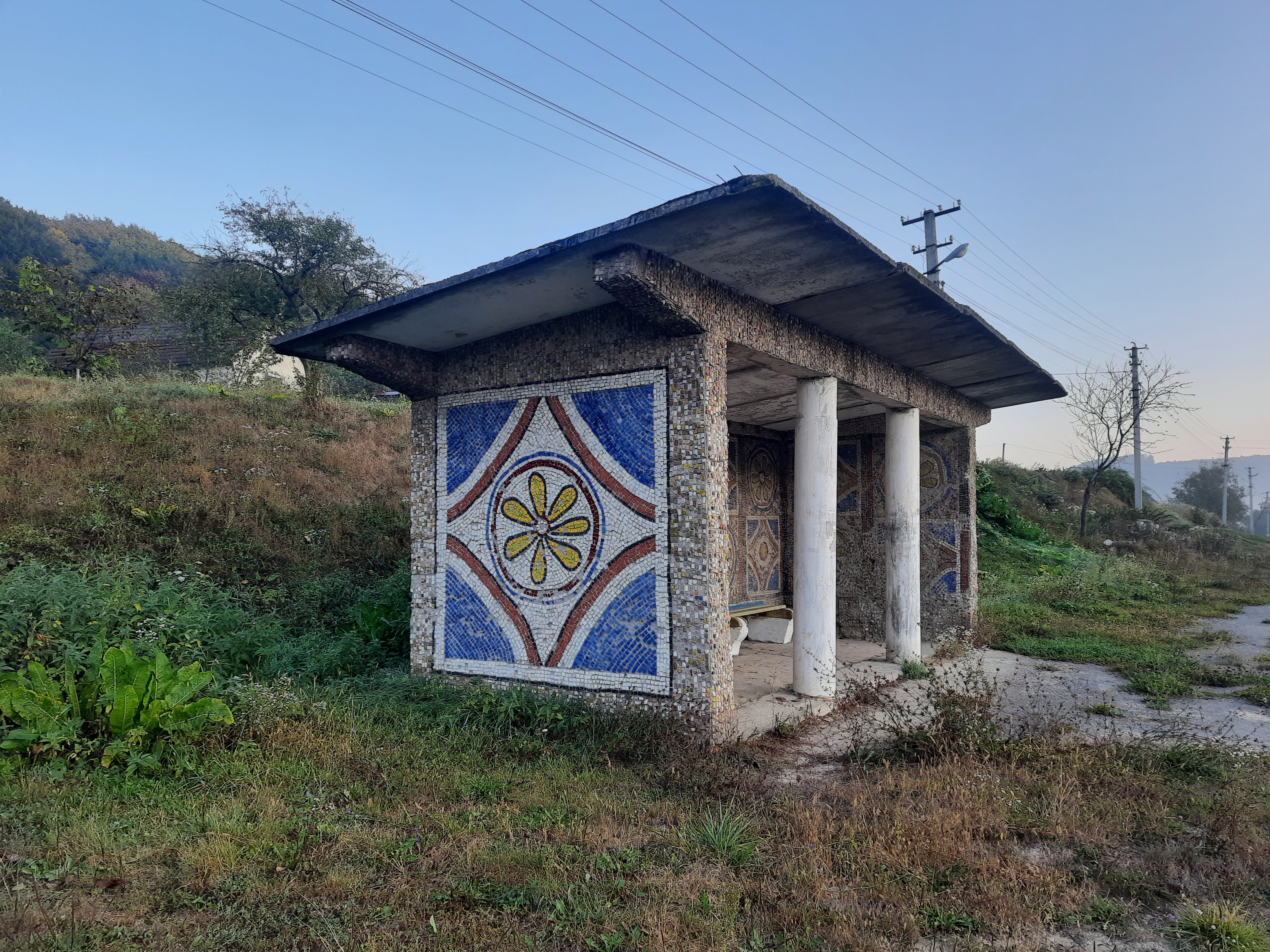
Автобусна зупинка
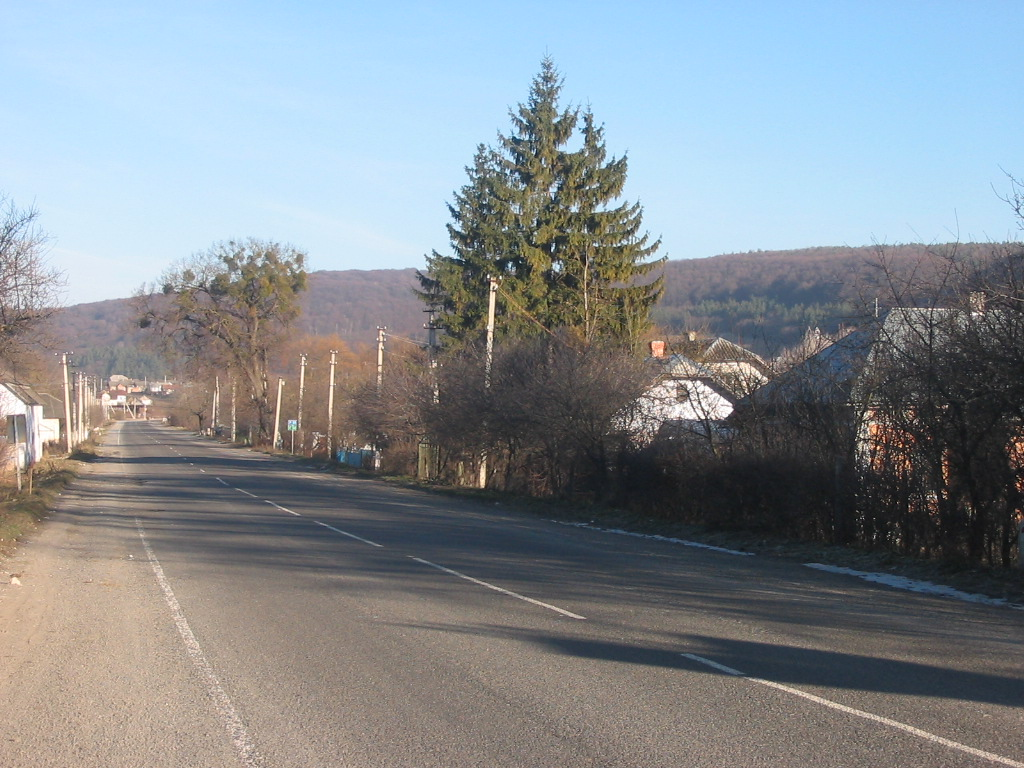
Центральна вулиця села
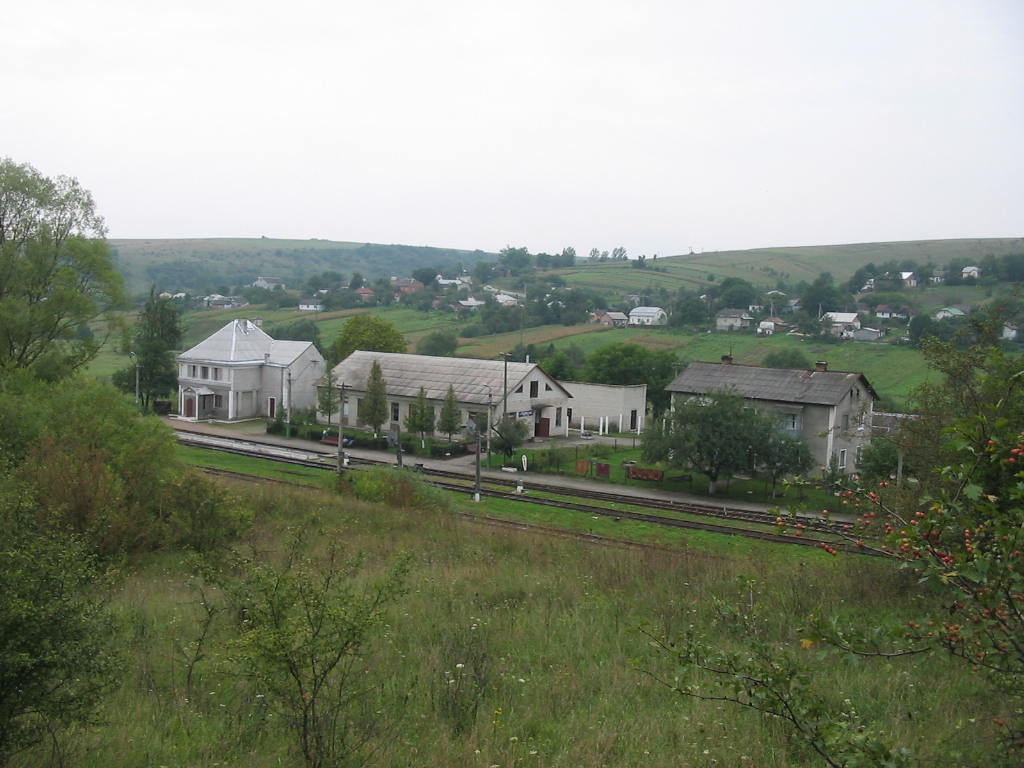
Залізнична станція Підвисоке